# Oziotelphusa minneriyaensis
Oziotelphusa minneriyaensis is een krabbensoort uit de familie van de Gecarcinucidae. De wetenschappelijke naam van de soort is voor het eerst geldig gepubliceerd in 1970 door Bott.